# اختلال مصرف ماری‌جوانا
اختلال مصرف ماری‌جوانا (به انگلیسی: Cannabis use disorder (CUD)) یا اعتیاد به ماری‌جوانا (به انگلیسی: Marijuana Addiction) بر مبنای تعریف راهنمای تشخیصی و آماری اختلال‌های روانی (نسخهٔ پنجم) و آی‌سی‌دی-۱۰، نوعی اختلال روانی است که در آن فرد با وجود مشکلاتی که مصرف ماری‌جوانا برایش به وجود می‌آورد، نمی‌تواند مصرف آن را متوقف کند.
تحقیقات نشان داده‌اند که اعتیادآوری ماری‌جوانا کمتر از تنباکو، الکل، کوکائین و هروئین، اما اندکی بالاتر از سیلوسایبین، مسکالین و ال‌اس‌دی است.

## علائم وابستگی
طبق پژوهش هال و همکاران با نقل از راهنمای تشخیصی و آماری اختلالات ذهنی، "مشخصهٔ اصلی وابستگی به ماده ترکیبی از علائم شناختی، رفتاری و فیزیولوژیک است که نشان می‌دهد فرد به مصرف ماده علی‌رغم مشکلات قابل توجه مرتبط با مصرف ماده ادامه می‌دهد. " بر اساس این تعریف، چنانچه سه یا بیشتر از سه تا از معیارهای زیر در یک دورهٔ ۱۲ ماه مشاهده شوند، گفته می‌شود که فرد به مادهٔ مذکور وابستگی پیدا کرده است:
- ظاهر شدن تحمل دارویی
- * نیاز به افزایش مقدار مادهٔ مصرفی برای دستیابی به لذت پیشین
- * کاسته شدن از اثرات ماده بر فرد مصرف‌کننده هنگام مصرف مقدار مشابه با قبل.
- ظاهر شدن نشانه‌های ترک
- * ظاهر شدن علائم ترک نظیر بی‌خوابی، یا دشواری در به خواب رفتن، ویار کردن، خستگی، از دست دادن اشتها، دشواری در تمرکز، تعریق، افت خُلق، افزایش دمای بدن، افسردگی، تحریک‌پذیری، و خشم.[۸]
- * از همان ماده یا ماده‌ای مشابه برای رهایی یا جلوگیری از علائم ترک استفاده شود.
- ماده در مقداری بیشتر از سابق یا به مدتی طولانی‌تر از آنچه فرد تصمیم داشته است مصرف شود.
- تلاش ناموفق برای توقف مصرف یا تمایل دائم به مصرف یا تصمیمات پیوسته برای کنترل مصرف
- وقت زیادی صرف بدست آوردن ماده شود.
- به دلیل استفاده از ماده فعالیت‌های اجتماعی، شغلی یا تفریحی قطع شده یا کاهش یابد.
- فرد علی‌رغم آگاهی از مشکلات تنانی یا روانی در اثر مصرف ماده، همچنان به مصرف ماده ادامه دهد.

## شواهد و مدارک
- بادنی و همکاران اظهار می‌کنند که «مطالعات بالینی و همه‌گیرشناختی نشان می‌دهد که وابستگی به ماری‌جوانا- و به همراه آن ظاهر شدن نابهنجاری روانی-اجتماعی قابل‌توجه- یک پدیدهٔ نسبتاً رایج است. پژوهش‌های پایه توانسته است یک سیستم عصب-زیستی ویژه برای عملکرد کانابینویدها شناسایی کند. پژوهش‌های انجام شده بر روی انسان و سایر جانوران نشان داده است که نشانگان ترک قابل توجه در میان مصرف‌کنندگان حرفه‌ای ماری‌جوانا نسبتاً شایع است.»[۹] علاوه بر این، اقدامات بالینی برای درمان وابستگی به ماری‌جوانا نشان می‌دهند که وابستگی به این ماده در مقایسه با وابستگی به سایر مواد بهتر درمان می‌شود.[۹]
- شواهد و مدارکی وجود دارد که برخی از مصرف‌کنندگان حرفه‌ای این ماده به آن وابستگی پیدا می‌کنند. یک پژوهش بر روی ۵۰۰ مصرف‌کنندهٔ حرفه‌ای نشان داد که تلاش برای توقف مصرف با تجربهٔ یک یا چند علائم نظیر بی‌خوابی، خستگی، از دست دادن اشتها، افسردگی، تحریک‌پذیری، و خشم همراه است.[۸] مصرف طولانی‌مدت ماری‌جوانا هم باعث تغییرات دارویی-جنبشی (pharmacokinetic)(تغییر در چگونگی جذب، توزیع و سوخت و ساز و خروج ماده) می‌شود و هم منجر به تغییرات دارویی-پویایی (pharmacodynamic) (چگونگی برهمکنش ماده با سلول‌های هدف) می‌شود. این تغییرات هم باعث می‌شود تا کاربر ماده برای رسیدن اثر خوشایند سابق مجبور به مصرف میزان مادهٔ بیشتری شود (که به آن افزایش تحمل دارویی) گفته می‌شود، و هم باعث تقویت سیستم سوخت و ساز بدن برای ترکیب و دفع ماده به شکلی کارآمدتر می‌شود.[۱۰]
- پژوهش ملی استرالیا بر سلامت ذهنی[۱۱] نشان داد که تقریباً ۲۰۰ هزار نفر (۲٫۲٪ جمعیت بزرگسال این کشور) گونه‌ای از وابستگی به ماری‌جوانا یا مصرف منظم ماری‌جوانا را تجربه کرده‌اند. سوئیفت و همکاران[۱۱] تخمین زده‌اند که این رقم معادل حدود یکی از هر سه نفر افرادی است که در ۱۲ ماه گذشته ماری‌جوانا مصرف کرده‌اند. طبق پژوهش سوئیفت، هال و تسون (۲۰۰۱)،[۱۲] ۴ علامت اصلی که توسط افراد وابسته به ماری‌جوانا گزارش می‌شود عبارتند از:

1. علائم ترک یا استفاده از ماری‌جوانا برای تسکین علائم ترک (۸۸٪)
2. تمایل مداوم به مصرف و تلاش‌های ناموفق برای کنترل مصرف (۸۶٫۹٪)
3. ظاهر شدن تحمل دارویی (۷۲٫۶۹٪
4. استفاده از ماری‌جوانا در مقادیر بالا یا برای مدت زمانی بیشتر از آنچه فرد در ابتدا تصمیم داشته است. (۶۲٫۸٪)

- درصد مصرف‌کنندگان وابسته به ماری‌جوانا پایین‌ترین میزان در بین مواد غیرقانونی است.[۱۳][۱۴]
- شواهد و مدارک نشان می‌دهد که مصرف‌کنندگان ماری‌جوانا می‌توانند دچار تحمل دارویی نسبت به اثرات THC شوند و همچنین نشانه‌های ترک را تجربه کنند. ایجاد تحمل دارویی نسبت به رفتاری و روانی THC هم در نوجوانان و هم در مطالعات جانوری مشاهده شده است.[۱۵][۱۶][۱۷][۱۸][۱۹] دلیل ایجاد شدن تحمل دارویی به THC به نظر می‌رسد تغییر در عملکرد گیرنده‌های کانابینوید باشد.[۱۷][۲۰]

## عوامل مسئول در وابستگی به ماری‌جوانا
هال و همکاران نتیجه گرفتند که حدود یک نفر از هر ده نفری که ماری‌جوانا را امتحان می‌کند تا اندازه‌ای به این ماده وابستگی پیدا می‌کند. برای کسانی که به‌طور مکرر از ماری‌جوانا استفاده می‌کنند این احتمال از یک در پنج به یک به سه می‌رسد و برای کسانی که به‌طور ورزانه از این ماده استفاده می‌کنند با احتمال یک در دو در معرض بیشترین خطر برای وابستگی به این ماده قرار دارند.
- نتایج بدست آمده از یکی از بزرگ‌ترین و طولانی‌ترین پژوهش‌ها نشان می‌دهد که اثرات مصرف ماری‌جوانا بر سلامتی کاربران حرفه‌ای - که دو یا بیش از دو سیگاری به‌طور روزانه و برای چندین سال مصرف می‌کنند- مبهم و نامعلوم است.[۲۲]
- شواهد و مدارک روزافزون حاکی از آن است که کسانی که مصرف این ماده را در سنین پایین آغاز می‌کنند و کسانی که به‌طور مکرر از این ماده استفاده می‌کنند در معرض بیشترین خطرات قرار دارند.[۲۳][۲۴][۲۵][۲۶]
- پژوهش‌های انجام شده حاکی از آن است که مصرف ماری‌جوانا در سنین پایین یک معیار قوی برای پیش‌بینی بروز مشکلات مرتبط با ماری‌جوانا در سال‌های بعد است.[۲۳][۲۴]
- طبق پژوهش کوپلند، گربر و سوئیفت،[۲۷] اصلی‌ترین عواملی که خطر وابستگی به ماری‌جوانا را افزایش می‌دهند عبارتند از مصرف مکرر در سنین نوجوانی، ناسازگاری شخصیتی، آشفتگی عاطفی، مراقبت والدینی ضعیف، بیرون افتادن از مدرسه، ارتباط با هم‌سالانی که ماده مصرف می‌کنند، ترک خانه در سنین پایین، مصرف روزانه‌ی سیگار، دسترسی آسان به ماری‌جوانا. محققان نتیجه گرفته‌اند که تجربه‌ی مثبت در اولین دفعات مصرف یک معیار خوب برای پیش‌بینی وابستگی متعاقب به این ماده است، و اینکه پیش‌زمینه‌ی ژنتیکی نیز در ایجاد مشکل در رابطه با مصرف این ماده نقش ایفا می‌کند.[۲۷]